# Communauté de communes Loire-Layon
Die Communauté de communes Loire-Layon ist ein ehemaliger französischer Gemeindeverband mit der Rechtsform einer Communauté de communes im Département Maine-et-Loire in der Region Pays de la Loire. Sie wurde am 24. Dezember 1998 gegründet und umfasste neun Gemeinden. Der Verwaltungssitz befand sich im Ort Saint-Georges-sur-Loire.

## Historische Entwicklung
Mit Wirkung vom 1. Januar 2017 fusionierte der Gemeindeverband mit
- Communauté de communes Loire Aubance sowie
- Communauté de communes des Coteaux du Layon

und bildete so die Nachfolgeorganisation Communauté de communes Loire Layon Aubance.

## Ehemalige Mitgliedsgemeinden
1. Chalonnes-sur-Loire
2. Champtocé-sur-Loire
3. Chaudefonds-sur-Layon
4. Denée
5. La Possonnière
6. Rochefort-sur-Loire
7. Saint-Georges-sur-Loire
8. Saint-Germain-des-Prés
9. Val-du-Layon (Commune nouvelle)